# Hedgefond
En hedgefond er et investeringsselskab, hvori selskabets midler er balanceret i forhold til forskellige økonomiske sektorer, lande eller andre parametre.
Hedgefonde er generelt kendetegnet ved at anvende et bredt antal finansielle instrumenter. Hedgefonde har i modsætning til almindelige investeringsforeninger mulighed for at anvende det, der i fagsprog hedder shorting. Shorting er en måde at agere på i et faldende marked. Shorting betyder, at man som investor låner et antal aktier, hvis kurs man forventer vil falde. Efter at have lånt aktierne sælger man dem i form af en future eller option. Herefter venter man på, at faldet i kursen indtræffer, hvorefter man køber det lånte antal aktier tilbage igen til en nu lavere kurs og slutteligt afleverer det lånte antal aktier tilbage. Ved at handle på denne måde er det altså muligt at score en gevinst på differencen mellem de først solgte og senere tilbagekøbte aktier. Det giver altså mulighed for at tjene penge i et faldende marked.
Hvis kursen på aktierne - imod hedgefondens forventning - stiger i låneperioden, taber fonden penge på shorting.
 Der er for få eller ingen kildehenvisninger i denne artikel, hvilket er et problem. Du kan hjælpe ved at angive troværdige kilder til de påstande, som fremføres i artiklen.